# Património do mercúrio. Almadén e Idrija
O Património do mercúrio. Almadén e Idrija é um local inscrito como Patrimônio Mundial da UNESCO nas cidades de Almadén na Espanha e Idrija na Eslovênia.
O local envolve duas minas de mercúrio. Em Almadén o mercúrio vem sendo extraído desde a Antiguidade, enquanto que em Idrija ele começou a ser extraído em 1490. Em Almadén existem construções relacionadas a história da mineração, incluindo o Castelo Retamar, construções religiosas e habitações tradicionais. Em Idrija podemos encontrar uma grande infraestrutura, bem como aposentos dos mineiros e um teatro. Os dois locais testemunham o comércio intercontinental no qual o mercúrio causou importantes mudanças entre a Europa e América por séculos. Os dois locais representam as duas maiores minas de mercúrio no mundo e eram operacionais até há pouco tempo.